# Ait Aadel
Ait Aadel  (in arabo أيت عادل‎?) è un centro abitato e comune rurale del Marocco situato nella provincia di Al Haouz, regione di Marrakech-Safi. Conta una popolazione di 7 925 abitanti (censimento 2014).